# 방송통신사무소
방송통신사무소(放送通信事務所)는 대한민국 방송통신위원회의 소속기관이다. 2018년 9월 28일 발족하였으며, 소장은 서기관 또는 기술서기관으로 보한다.

## 직무
- 「방송법」 제71조제1항부터 제4항까지 및 「방송법 시행령」 제57조제7항에 따른 방송프로그램 구별기준에의 적합 여부 확인 지원에 관한 사항
- 「방송법」 제83조제1항에 따른 방송 실시결과 접수 지원에 관한 사항[3]
- 「방송법」 제108조제1항제4호, 제8호, 제9호, 제17호 및 제18호에 따른 과태료의 부과·징수 지원에 관한 사항[3]
- 지상파방송사업을 위한 방송국의 개설허가, 재허가 및 변경허가 지원에 관한 사항[4]
- 지상파방송사업을 위한 방송국에 대한 「전파법」 제72조에 따른 무선국 개설허가의 취소 등의 지원에 관한 사항[5]
- 지상파방송사업을 위한 방송국에 대한 「전파법」 제77조제8호에 따른 청문의 지원에 관한 사항[5]
- 지상파방송사업을 위한 방송국에 대한 「전파법」 제92조제2호 및 제3호에 따른 과태료의 부과·징수 지원에 관한 사항[5]
- 「정보통신망 이용촉진 및 정보보호 등에 관한 법률」 제64조제4항에 따른 시정조치의 명령 지원에 관한 사항[6]
- 「정보통신망 이용촉진 및 정보보호 등에 관한 법률」 제76조에 따른 과태료의 부과·징수 지원에 관한 사항[6]

## 연혁
- 2018년 9월 28일: 방송통신위원회 소속으로 방송통신사무소 설치.[7]

## 관할팀
| 명칭           | 위치       | 관할구역                                               |
| -------------- | ---------- | ------------------------------------------------------ |
| 방송통신사무소 | 서울특별시 | 서울특별시, 인천광역시, 경기도, 강원도                 |
| 부산관할팀     | 부산광역시 | 부산광역시, 대구광역시, 울산광역시, 경상북도, 경상남도 |
| 광주관할팀     | 광주광역시 | 광주광역시, 전라북도, 전라남도, 제주특별자치도         |
| 대전관할팀     | 대전광역시 | 대전광역시, 세종특별자치시, 충청북도, 충청남도         |